# Ali Tanrıyar
Ali Tanrıyar (Kavala, 1 januari 1914 – Istanboel, 25 mei 2017) was een Turks politicus en voetbalbestuurder.
Tanrıyar was van december 1983 tot oktober 1984 minister van Binnenlandse Zaken in Turkije. In 1986 werd hij verkozen tot voorzitter van Galatasaray SK, als opvolger van Ali Uras. Tanrıyar ontsloeg na zijn aantreden trainer Jupp Derwall en bracht Mustafa Denizli als opvolger. Denizli behaalde goede prestaties met de club. Zo wist hij tot de halve finales te komen van de Europacup I in 1988/89. De club werd tweemaal landskampioen van Süper Lig en won eveneens twee keer de Turkse supercup. Tanrıyar werd in 1990 opgevolgd door Alp Yalman.
Tanrıyar overleed in 2017 op 103-jarige leeftijd.